# プロプリナー

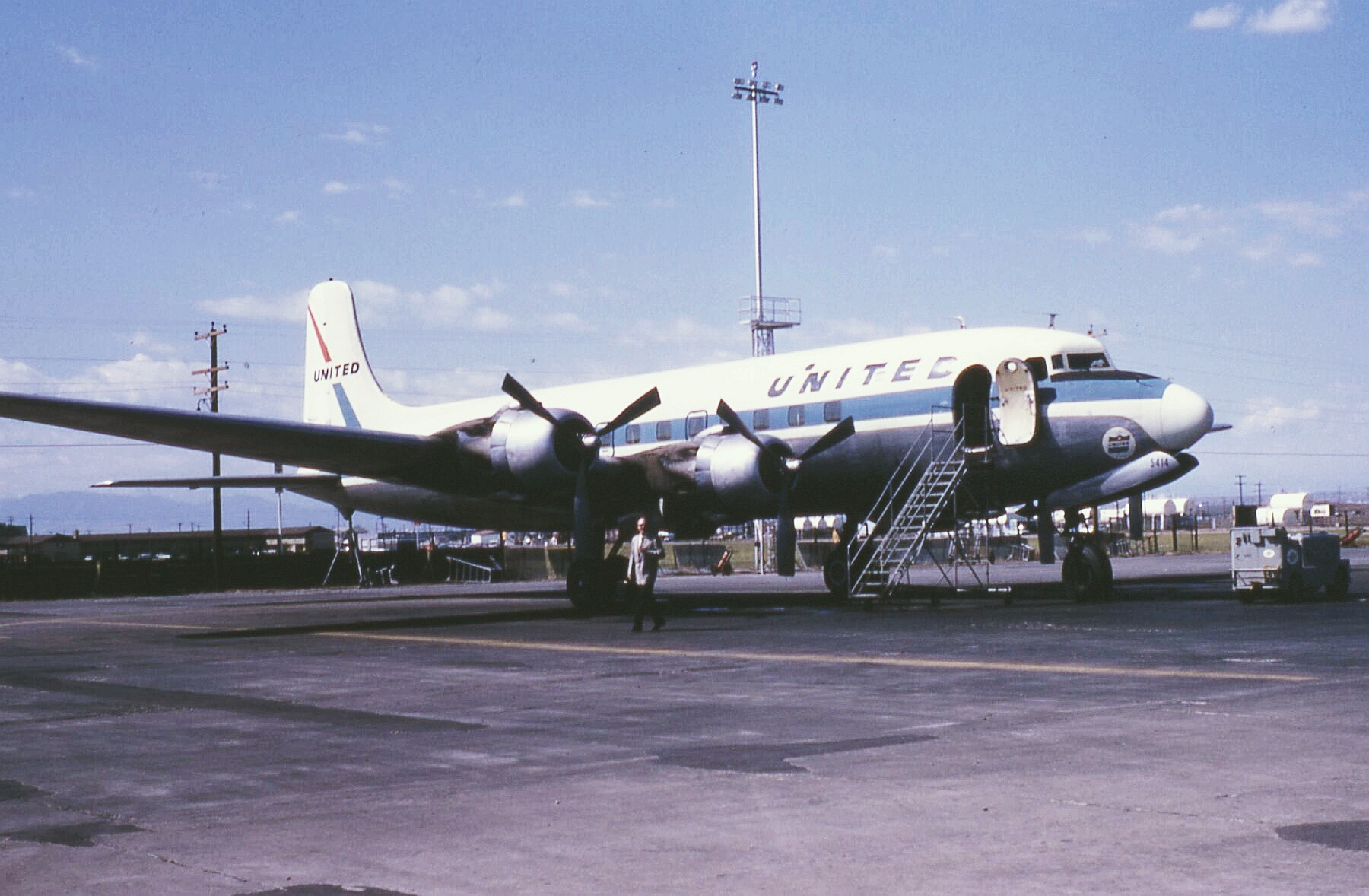
ユナイテッド航空の塗装のダグラスDC-6プロプリナー

プロプリナー（ぷろぷりなー、英語: Propliner）は、プロペラ駆動である旅客機。通常、この用語は、ジェット時代の旅客機が大規模に登場する前に飛行したピストンエンジン旅客機に使用される。1927年から1930年代のデ・ハビランド アルバトロスとフォッカー F-10を除いて、プロプリナーは一般にすべて金属製の翼と構造部材、全体的または部分的な格納式の着陸装置、および2つ、3つ、または4つのエンジンを備えている。アルバトロス、フォッカー110、 ロッキードベガなど、固定着陸装置ではこれらの特性から逸脱するものもある。
最初のオールメタルの旅客サービスプロプリナーは、1920年代のハンドレページタイプWであった。その後、ボーイング247は1933年に初飛行を行い、ダグラスDC-1とダグラスDC-2がそれに応じて密接に続いている。最も成功しているのはダグラスDC-3で、これは数千台で製造され、現在も使用されている。一方、ドボワチン D.338とシュド・エスト SE.161はフランスで開発され、ドイツでは、フォッケウルフFwの200コンドルとユンカースチュ90を製造した。日本では、ダグラスDC-3のライセンスビルドバージョンが中島L2Dとして開発され、小型の三菱MC-20が現地で開発された。オランダでは、ボーイング247が登場する前は、以前は旅客機の大手メーカーの1つであったフォッカーが、ダグラスDC-2およびDC-3のヨーロッパの販売代理店になった。アブロ 642 Eighteenやデ・ハビランド エクスプレスなど、当時のほとんどのイギリス製航空機はそれほど進歩していなかった。1つの例外は、アームストロング・ホイットワース・エンサインでした。他のアメリカ人が設計したプロプリナーには、ダグラスDC-4 、ダグラスDC-5 、マーチン2-0-2が含まれていました。これらのモデルはいずれも客室与圧を備えていなかった。
ボーイング307ストラトライナーと実験用ダグラスDC-4Eの初期の導入により、第2世代のプロプリナーが登場した。これらの技術的により近代的な航空機は、ロッキード コンステレーション、ダグラスDC-6 、ダグラスDC-7が続くまでではありませんでしたが、航空機が低高度の天候の大部分を超えて飛行できるようにすることで、より快適な客室与圧システムを備えていた。この設計の進歩が一般的になった。
1950年代まで旅行者は、ボーイング377ストラトクルーザー、ロッキード L-1049 スーパーコンステレーション、ロッキード L-1649 スターライナーなどの長距離加圧プロプリナーで輸送されるようになった。または短距離ツインエンジンのマーチン4-0-4やコンベヤーCV-240、CV-340およびCV-440航空機。イギリスのプロプリナーには、エアスピードアンバサダー、ビッカース・バイキング、ハンドレページ ハーミーズが含まれ、カナディア・ノース・スター（ダグラスDC-4の開発）はカナダで生産された。ブレゲー デュポンとユレル＝デュボア HD.31はフランスで製造された。ソビエト連邦は戦後の双発のイリューシンIl-12とイリューシンIl-14を生産したが、どちらも1950年代まで大量に生産されていた。最後に、スウェーデンのサーブ スカンディアは少数生産された。

## ギャラリー

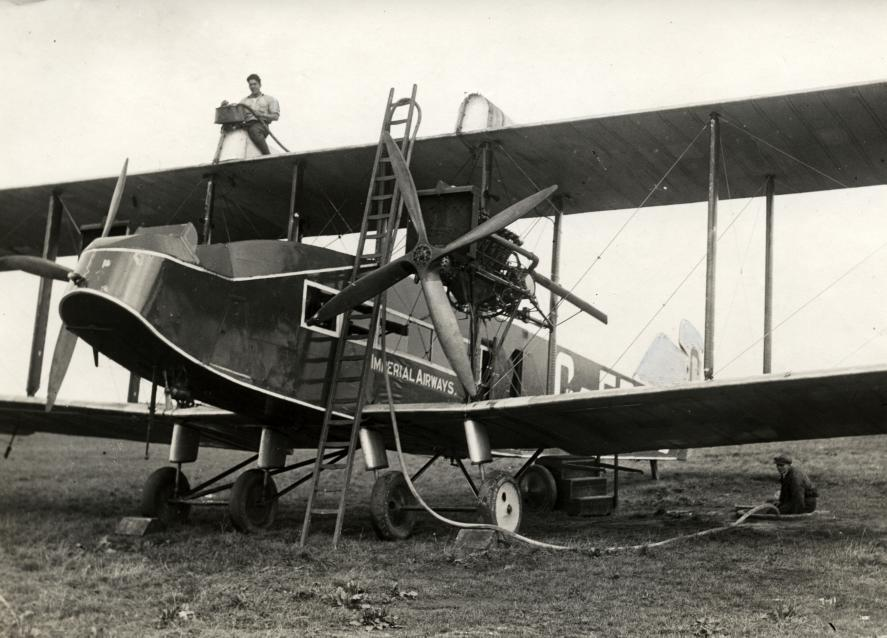
ハンドレページ W.8
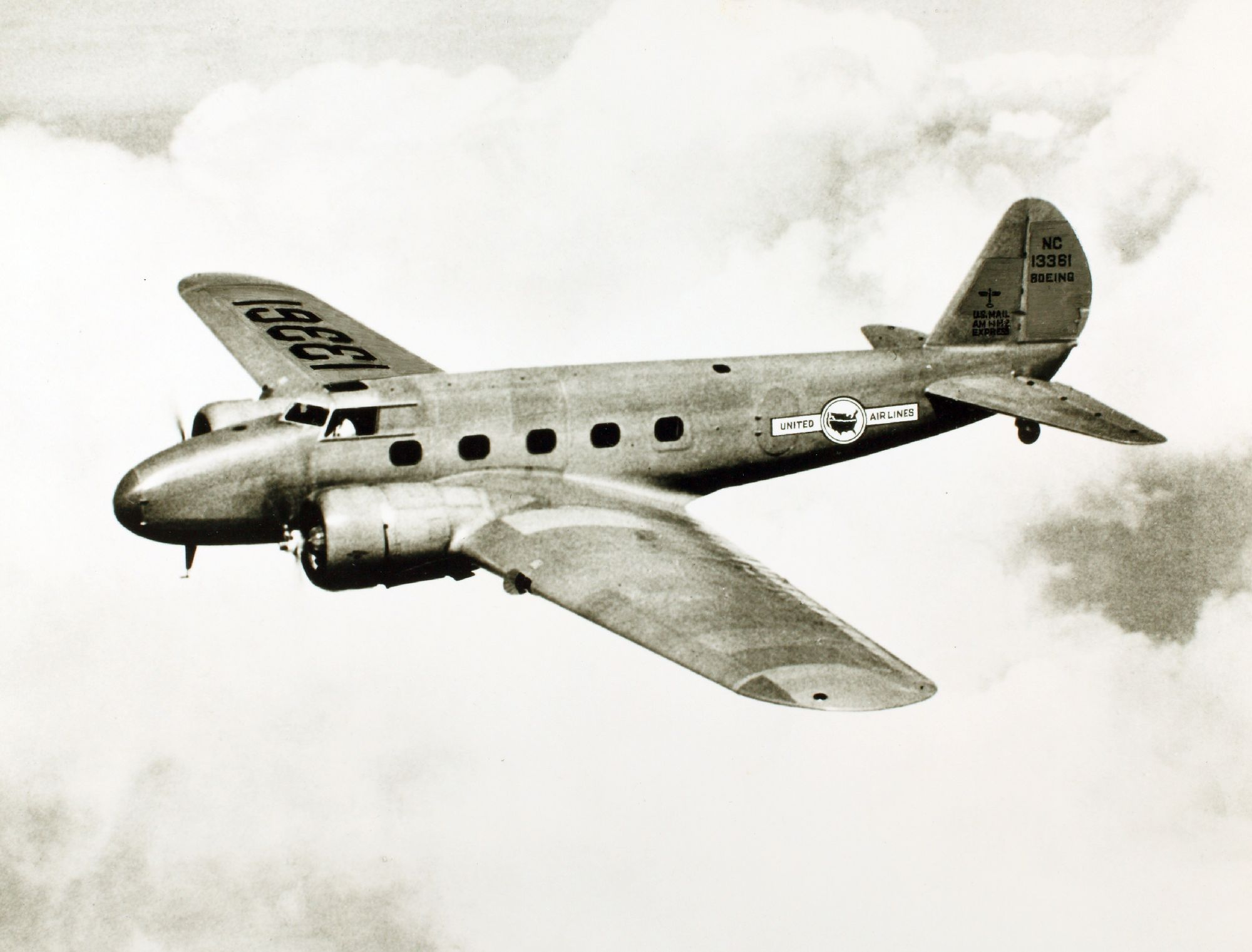
ボーイング247
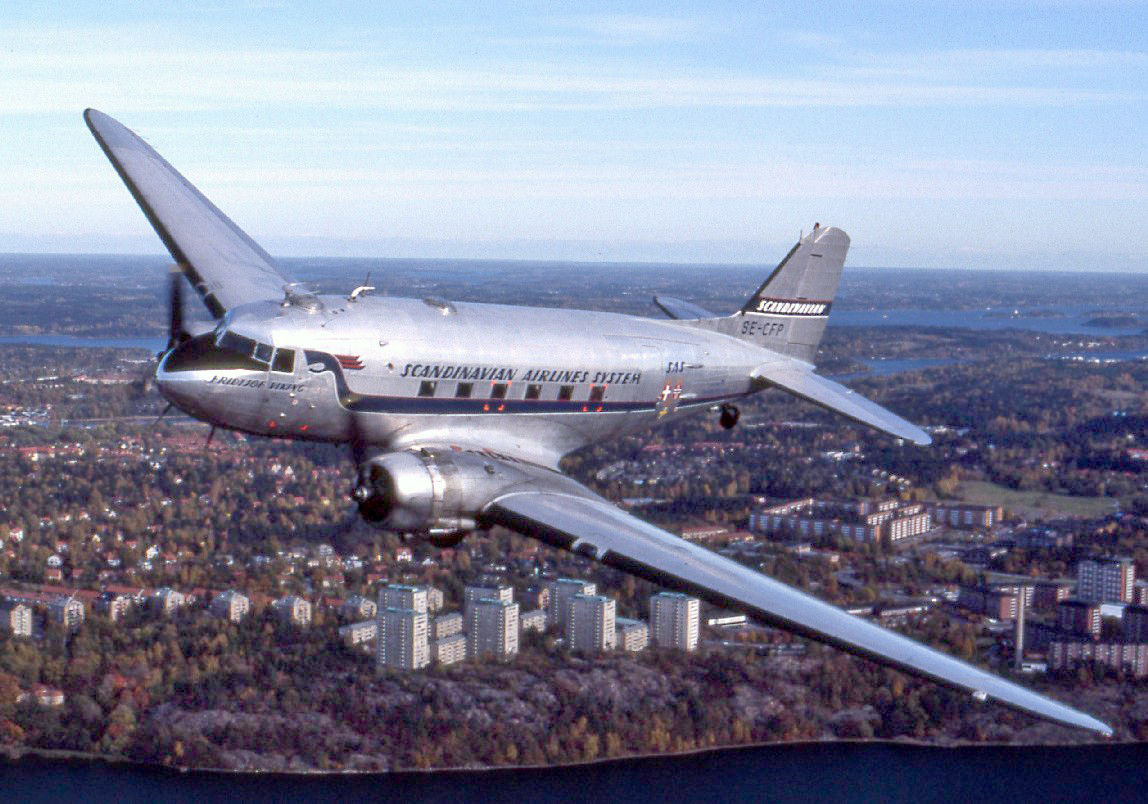
ダグラス DC-3
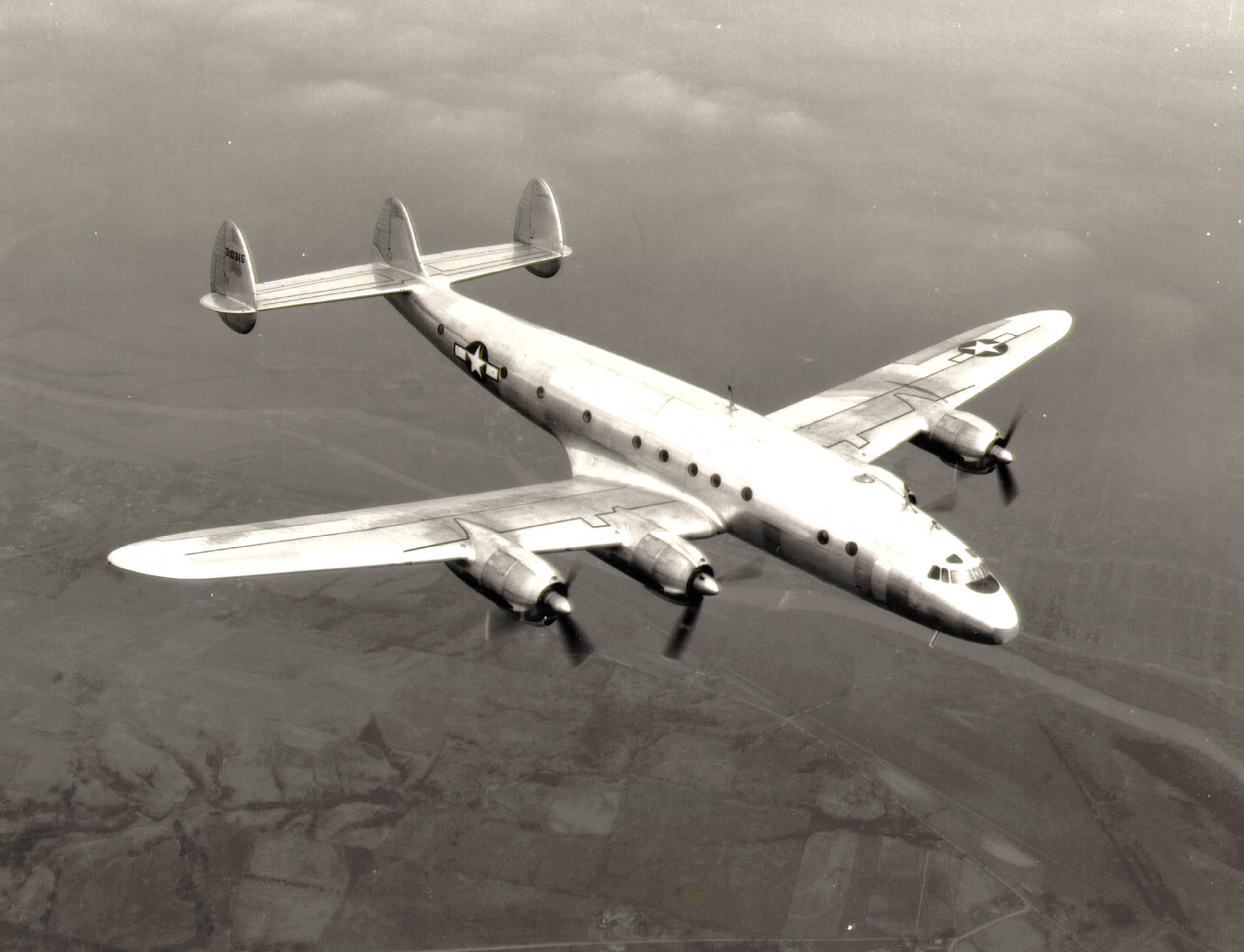
ロッキード コンステレーション
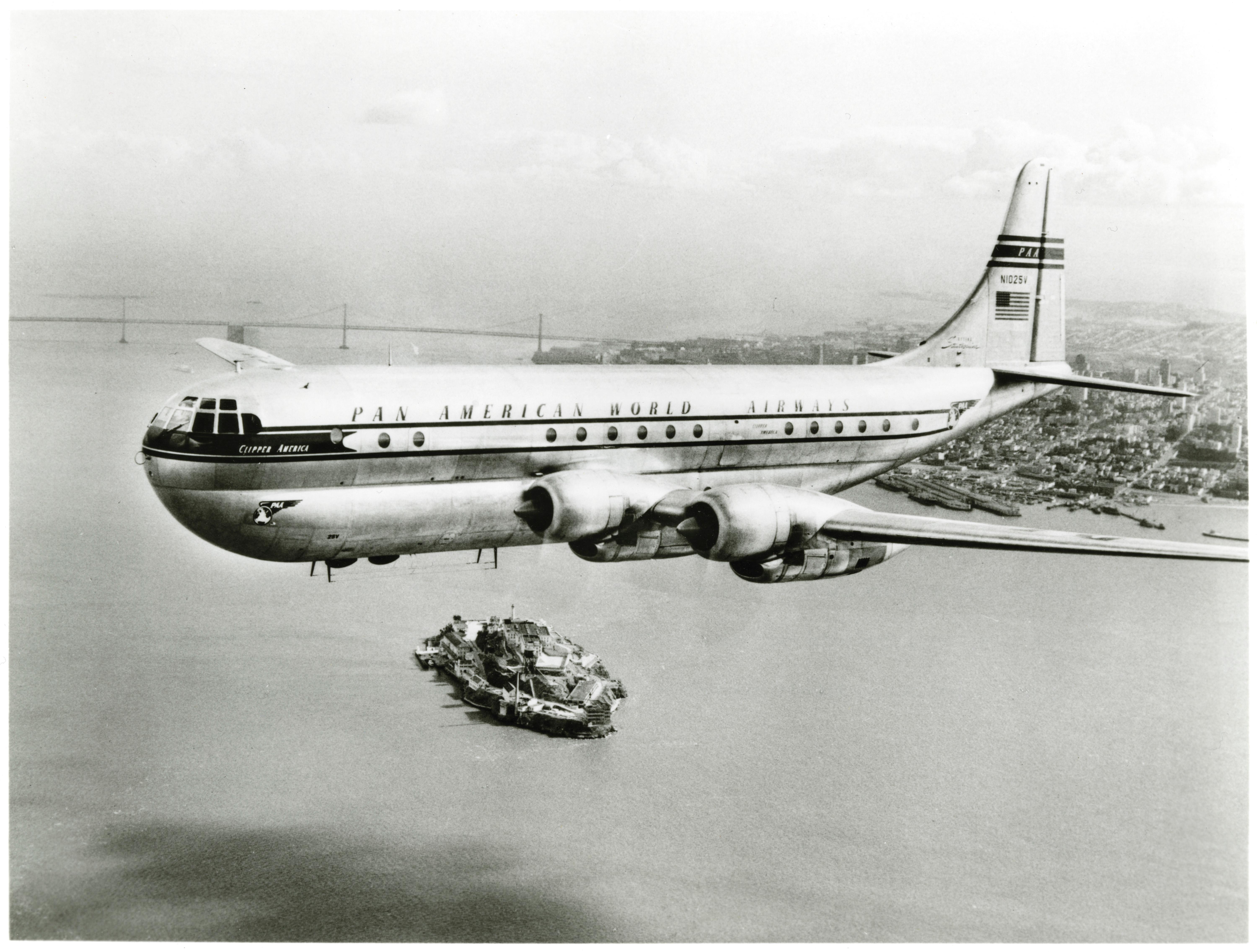
ボーイング377
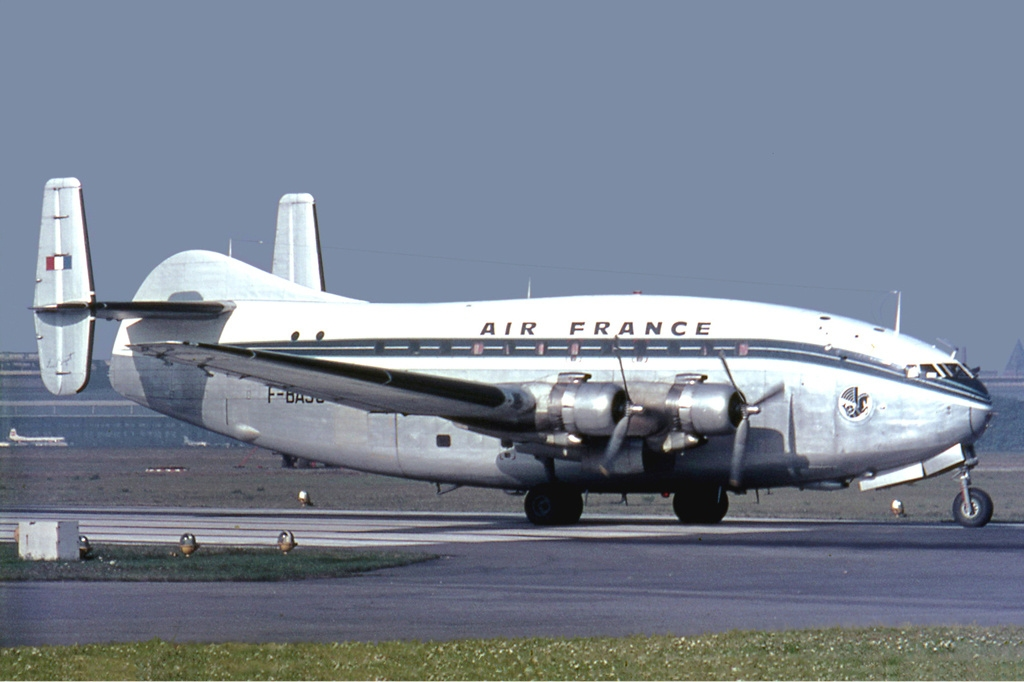
ブレゲー デュポン